# Skalice u České Lípy
Skalice u České Lípy é uma comuna checa localizada na região de Liberec, distrito de Česká Lípa‎.